# اورت شین
اوِرِت شین (انگلیسی: Everett Shinn; ۶ نوامبر ۱۸۷۶ – ۱ مهٔ ۱۹۵۳) نقاش واقع‌گرای اهل ایالات متحده آمریکا و از اعضای مکتب اشکن بود. او همسر نویسنده و نقاش مشهور «فلورانس اسکاول شین» است که کتاب معروف چهار اثر از فلورانس اسکاول شین از آثار او می‌باشد.

## نگارخانه

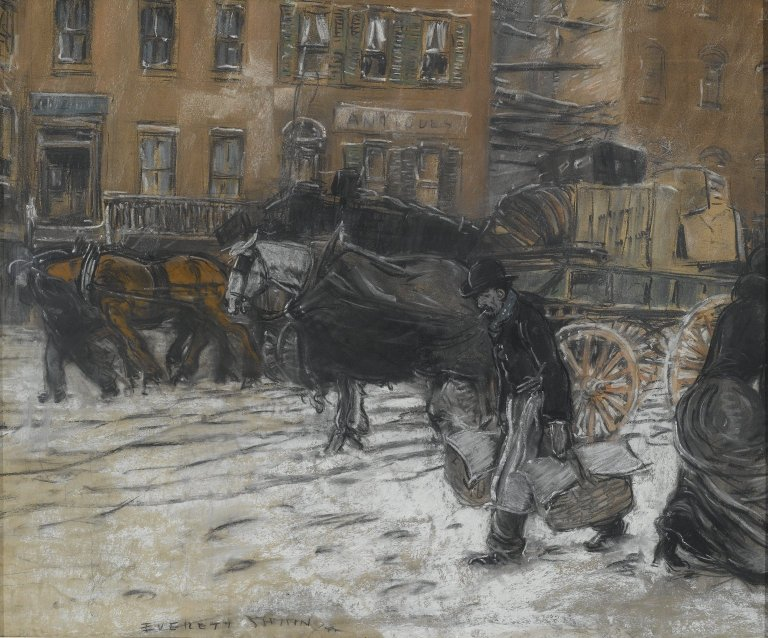
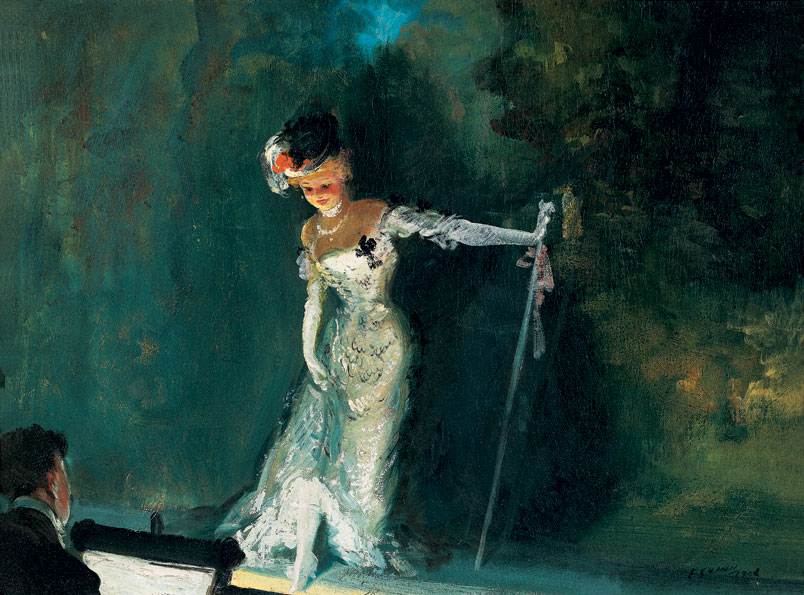
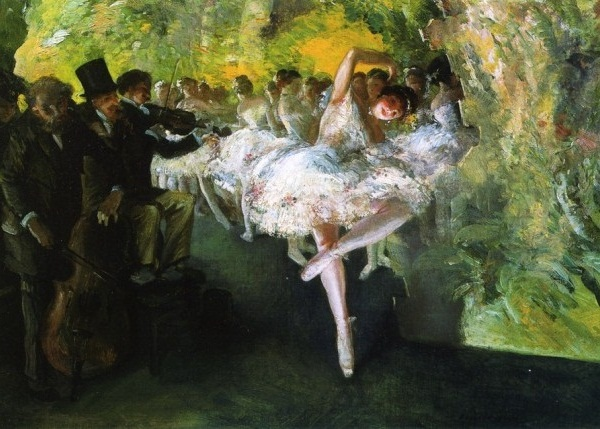
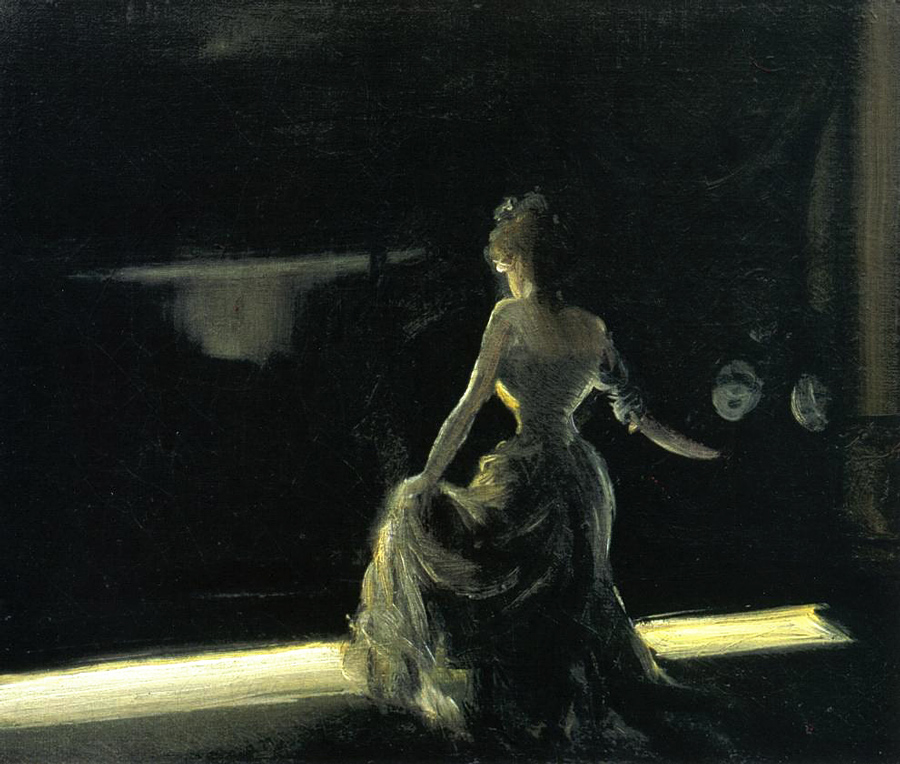
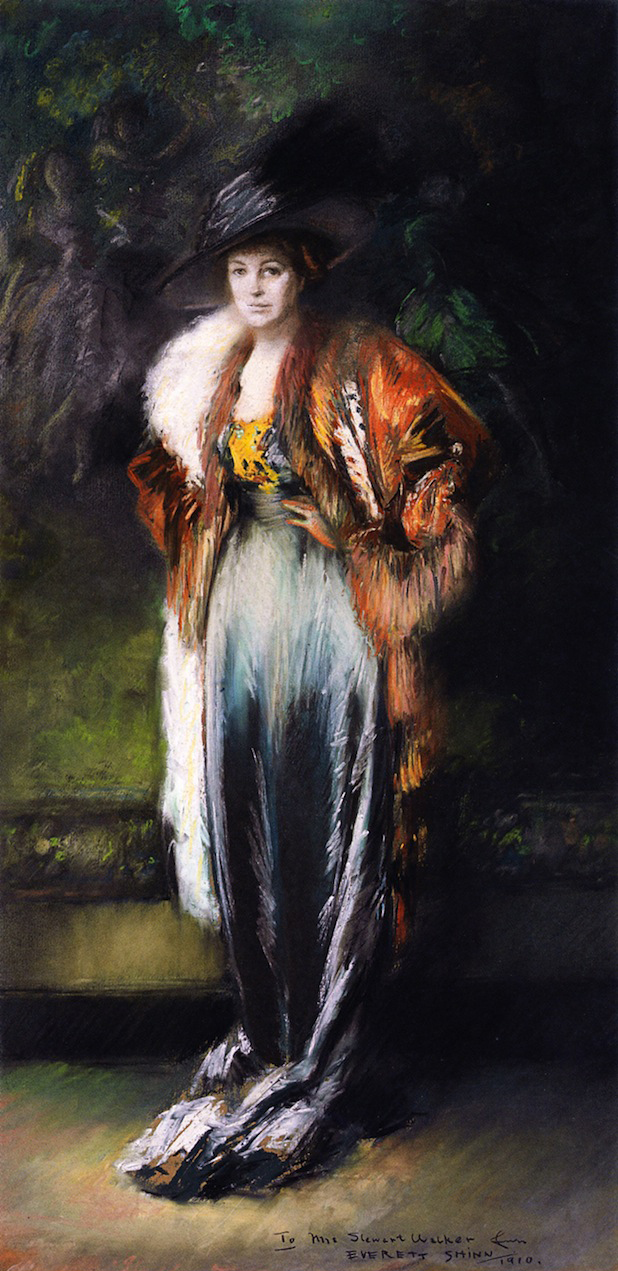
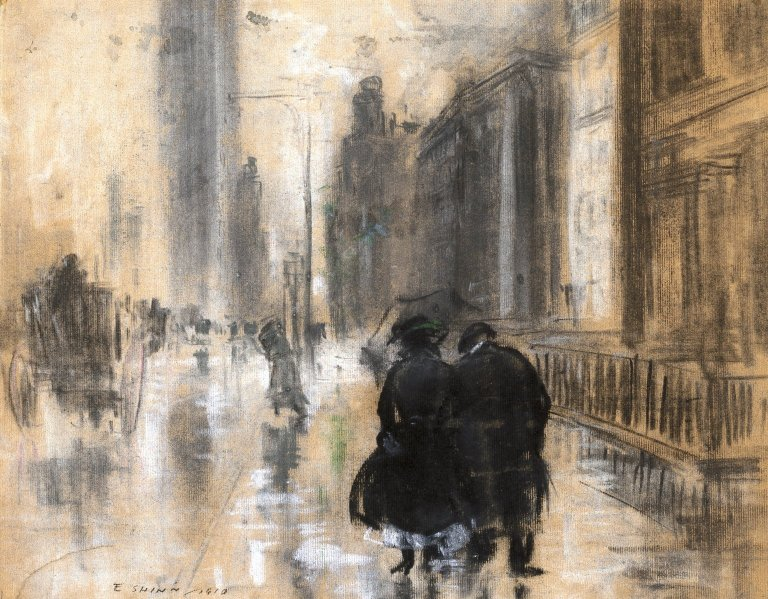
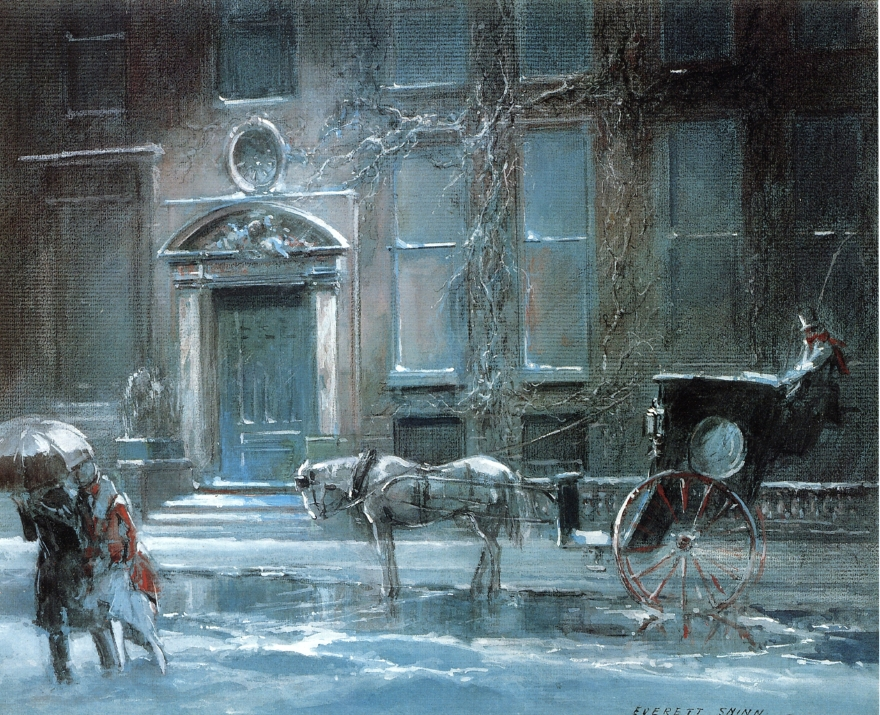
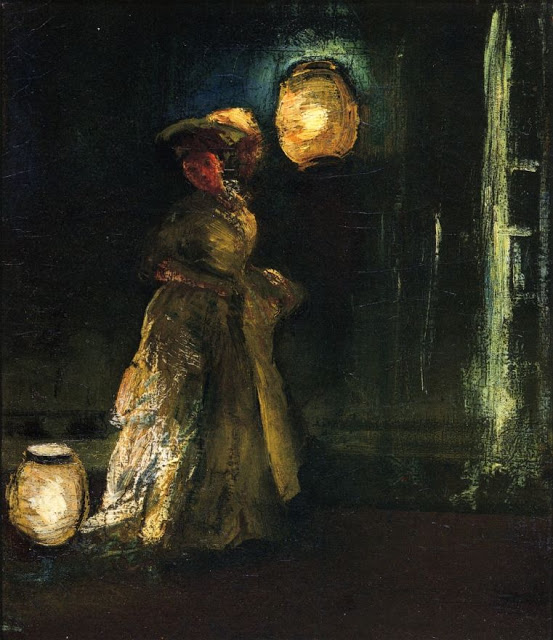